# Masters de Indian Wells 2009
El Masters de Indian Wells 2009, llamado BNP Paribas Open por motivos de patrocinio, fue un torneo de tenis que se disputó entre el 9 y el 22 de marzo de ese año en Indian Wells, en California (Estados Unidos).

## Campeones

### Individuales Masculino
Rafael Nadal vence a  Andy Murray, 6–1, 6–2.

### Individuales Femenino
Vera Zvonareva vence a  Ana Ivanović, 7–6(5), 6–2.

### Dobles Masculino
Andy Roddick /  Mardy Fish vencen a  Max Mirnyi /  Andy Ram, 3–6, 6–1, [14–12].

### Dobles Femenino
Vera Zvonareva /  Victoria Azarenka vencen a  Gisela Dulko  /  Shahar Pe'er, 6–4, 3–6, [10–5].